# Stoßtrupp Adolf Hitler

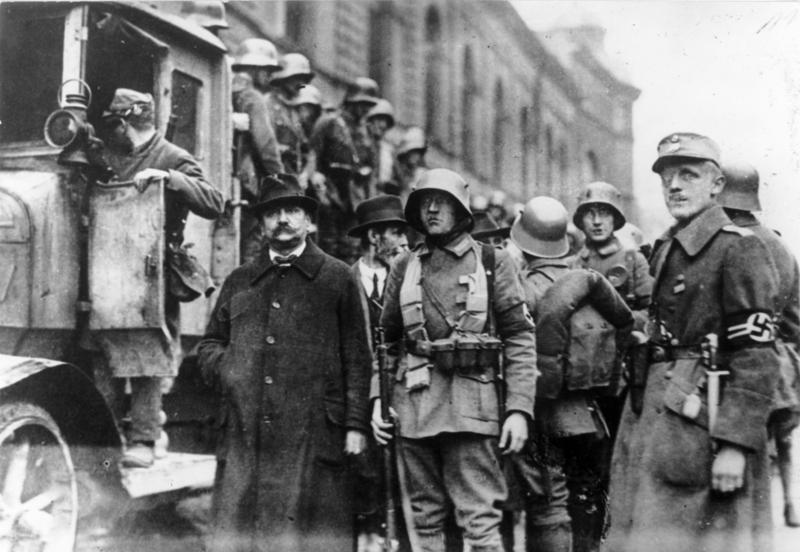
Medlemmar ur Stoßtrupp Adolf Hitler (med hakkorsarmbindel) vid ölkällarkuppen 1923.

Stoßtrupp Adolf Hitler var en föregångare till det nazistiska SS, Schutzstaffel. Stoßtrupp Adolf Hitler bildades i maj 1923 och leddes av Joseph Berchtold och Julius Schreck. Bland medlemmarna återfanns Christian Weber, Ulrich Graf, Emil Maurice, Erhard Heiden, Hermann Fobke och Karl Fiehler. Stoßtrupp Adolf Hitler deltog i Adolf Hitlers ölkällarkupp i München den 8–9 november 1923, varefter den förbjöds och upplöstes.

### Webbkällor
- Paul Hoser (2010). ”Stoßtrupp Hitler, 1923” (på tyska). Historisches Lexikon Bayerns. Arkiverad från originalet den 21 juni 2013. https://www.webcitation.org/6HYCa5Qc1?url=http://www.historisches-lexikon-bayerns.de/artikel/artikel_44601. Läst 21 juni 2013.